# Ustrój elektrostatyczny
Ustrój elektrostatyczny – element pomiarowy miernika elektrostatycznego.

## Zasada działania
Zasada działania ustroju elektrostatycznego polega na wzajemnym oddziaływaniu na siebie dwóch elektrod o różnych potencjałach elektrycznych. Najprostszym przykładem, takiego ustroju jest kondensator powietrzny o jednej elektrodzie nieruchomej, a drugiej ruchomej.
Wychylenie wskazówki otrzymuje się stosując jedno z dwóch rozwiązań konstrukcyjnych. Przy zakresach napięciowych większych niż 1 kV elektroda ruchoma zbliża się do elektrody stałej. Jej przemieszczenie liniowe zamieniane jest na wychylenie wskazówki (za pomocą nici i krążka).
Drugie rozwiązanie dla zakresów napięciowych mniejszych od 1 kV polega obrocie wokół siebie ruchomej elektrody. Obracająca się elektroda wchodzi pomiędzy dwie elektrody nieruchome co powoduje zmianę wychylenia wskazówki.
Moment napędowy miernika elektrostatycznego wynosi:
{\displaystyle M_{n}=k_{n}U^{2}{\frac {\Delta C}{\Delta \alpha }},}
gdzie {\displaystyle k_{n}} to stała zależna od konstrukcji miernika, a {\displaystyle C} to pojemność pomiędzy elektrodą ruchomą a nieruchomą.

## Zastosowanie
Ustrój elektrostatyczny stosuje się w woltomierzach prądu stałego oraz przemiennego. Zaletą tego ustroju jest znikomy pobór mocy czynnej. Obecnie wypierane przez mierniki elektroniczne o prostszej konstrukcji.